# Lucius Valerius Potitus (Konsul 393 v. Chr.)
Lucius Valerius Potitus war ein römischer Staatsmann und Feldherr der frühen Republik.

## Herkunft
Lucius Valerius Potitus entstammte einer der bedeutendsten altrömischen Patrizierfamilien, der gens Valeria, die in der republikanischen Zeit von Anfang an eine führende Rolle innehatte, bis 44 v. Chr. 66 Konsuln stellte und auch in der Kaiserzeit noch lange von Einfluss und Bedeutung war. Auch der Zweig der Valerii Potiti stellte in der Frühzeit der Republik mehrere leitende Staatsmänner und Feldherren. Einer von ihnen war Lucius Valerius Potitus, der insgesamt fünfmal Konsulartribun und zweimal Konsul war.

## Politische und militärische Laufbahn
Lucius Valerius Potitus wurde für das Jahr 414 v. Chr. zum ersten Mal zum Konsulartribunen gewählt. Rom lag damals mit den meisten seiner unmittelbaren Nachbarn, die sich gegen den Expansionsdrang der Republik erbittert wehrten, im Krieg. In solchen Kriegszeiten wurden an die Spitze des Staates keine Konsuln, sondern für die Kriegsführung besonders geeignete Militärfachleute, die Konsulartribunen, meist sechs an der Zahl, gewählt. Valerius Potitus muss daher ein exzellenter Truppenführer gewesen sein, denn er wurde auch für die Jahre 406, 403, 401 und 398 v. Chr. zum Konsulartribunen gewählt. Er griff 406 Antium an, belagerte 401 Anxur, das heutige Terracina, und verwüstete 398 v. Chr. das Gebiet der faliskischen Stadt Falerii.
Ebenfalls im Jahr 398 v. Chr. wurde Lucius Valerius Potitus vom Senat als Teilnehmer einer Gesandtschaft nach Delphi geschickt, um das dortige Orakel zu konsultieren. 397 hatte er dann das Amt eines Interrex inne. 394 v. Chr. sollte er erneut als Gesandter nach Delphi reisen, wurde aber auf dem Wege dorthin von Piraten gefangen genommen und nach Lipara verschleppt, jedoch von Timasitheos befreit und sicher nach Delphi gebracht. Wieder in Rom, wurde er 393 v. Chr. zum Konsul gewählt, trat aber bald von diesem Amt zurück. Trotzdem wurde er für das Jahr 392 v. Chr. erneut zum Konsul gewählt. In diesem zweiten Konsulat leitete er die ludi Magni. Darüber hinaus bewilligte ihm der Senat einen Triumphzug für den Sieg über die Aequer. Bald darauf legte er das Konsulat aus gesundheitlichen Gründen erneut nieder und wurde wieder Interrex. Angeblich war er danach 390 v. Chr. noch magister equitum des Diktators Marcus Furius Camillus und 387 v. Chr. erneut Interrex, doch werden diese Angaben Livius’ angezweifelt.